# Sympetrum nomurai
Sympetrum nomurai is een libellensoort uit de familie van de korenbouten (Libellulidae), onderorde echte libellen (Anisoptera).
De wetenschappelijke naam Sympetrum nomurai is voor het eerst geldig gepubliceerd in 1997 door Asahina.